# Abderrahim Khaddou
Abderrahim Khaddou (en arabe : عبد الرحيم خدو), né le 6 février 1990 à Agadir (Maroc) est un footballeur marocain évoluant dans le club du Rapide Oued Zem. Il joue au poste de défenseur.

## Biographie
Abderrahim Khaddou est formé au JS El Massira en 2014 et commence sa carrière professionnelle au Hassania d'Agadir. Lors de ses deux premières saisons, il dispute en total 47 matchs et parvient à marquer un but.
Le 25 juillet 2017, il signe au Maghreb de Fes, club évoluant en D2 marocaine. Il y dispute seulement quatre matchs.
Le 14 septembre 2018, il s'engage au Chabab Rif Al Hoceima, dispute 13 matchs et termine la saison à la dernière place du championnat. Il s'engage ensuite avec le club arrivé à l'avant dernière place de ce classement, le Kawkab Marrakech, où il signe son contrat le 31 juillet 2019.
Le 8 janvier 2020, il signe un contrat de deux ans au Rapide Oued Zem.